# Luna 1969A
Luna 1969A (secondo la denominazione della NASA, Ye-8 201 secondo la nomenclatura sovietica) fu il primo tentativo da parte dell'URSS di fare atterrare un rover Lunochod sulla Luna.

## La missione
Luna 1969A fu lanciata il 19 febbraio 1969 dal cosmodromo di Baikonur, ma il razzo vettore Proton esplose 40 secondi dopo il lancio.